# Fromis 9
Fromis_9 (кор. 프로미스나인 or 프로미스 9; читается как Фромис 9; стилизуется как fromis_9; расшифровывается как «From Idol School») — южнокорейская гёрл-группа, сформированная в 2017 году компанией CJ E&M через реалити-шоу на выживание Idol School. Группа состоит из 8 участниц: Сэром, Хаён, Дживон, Джисон, Соён, Чэён, Нагён и Джихон. Гюри покинула группу 31 июля 2022 года. Дебют состоялся 8 января 2018 года с мини-альбомом To. Heart.

## Название
Название группы Fromis_9 было предложено пользователями сети через официальный веб-сайт Idol School и выбрано CJ E&M которое названо «From Idol School» и «Promise» в корейском произношении, что также означает «сдержать свое обещание [зрителям] быть лучшей гёрл-группой». В результате объявления агентства через свои учётные записи SNS группа решила добавить 9 на свое название, чтобы они назывались Fromis 9, 9 в названии указывает на количество участниц в группе.
Название фандома: Flover (플로버).

## История

### Пре-дебют: Формирование черезIdol School
В марте 2017 года телеканал Mnet объявил о запуске нового реалити-шоу на выживании Idol School, чтобы сформировать новую гёрл-группу. Премьера шоу состоялась 13 июля и закончилась 29 сентября того же года с Ро Джисон, Сон Хаён, Ли Сэром, Ли Чэён, Ли Нагён, Пак Дживон, Ли Соён, Бэк Джихон и Чан Гюри в качестве окончательно состава Fromis. Окончательный состав определялся исключительно голосованием зрителей в прямом эфире и онлайн. Pledis Entertainment, возглавляемая генеральным директором Хан Сон Су, руководила обучением и дебютом группы.
19 октября группа объявила о первом реалити шоу Fromis’s Room. Шоу объединило предварительно записанные материалы и повторы прямых трансляций в их общежитии. Название группы было изменено на Fromis 9 после заключительного эпизода шоу 23 ноября, с «9» означает, что девять студенток, которые окончили идол школу.
29 ноября Fromis 9 исполнили свой пре-дебютный сингл под названием «Glass Shoes» на Mnet Asian Music Awards в
Японии.
Песня была выпущена в качестве цифрового сингла на следующий день. Они также исполнили песню на Music Bank 15 декабря, отметив первое появление группы на музыкальной программе.
До Idol Shool Пак Дживон была стажером JYP Entertainment и участвовала в шоу на выживание Sixteen. Ли Чэён тоже была стажером JYP Entertainment, и Ли Соён была стажёром YG Entertainment.

### 2018: Дебют сTo. HeartиTo. Day
8 января 2018 года было объявлено, что группа официально дебютирует с первым мини-альбомом To. Heart с ведущим синглом «To Heart» был выпущен 24 января. Альбом дебютировал на 4 строчке в альбомном чарте Gaon, выпущенном 27 января 1998 года.
10 мая было подтверждено, что Чан Гюри станет участницей реалити-шоу на выживании Produce 48. Fromis 9 остались в составе 8 участниц и выпустили второй мини-альбом To. Day. Гюри была исключена в третьем раунде, она заняла 25-е место и вернулась в группу.

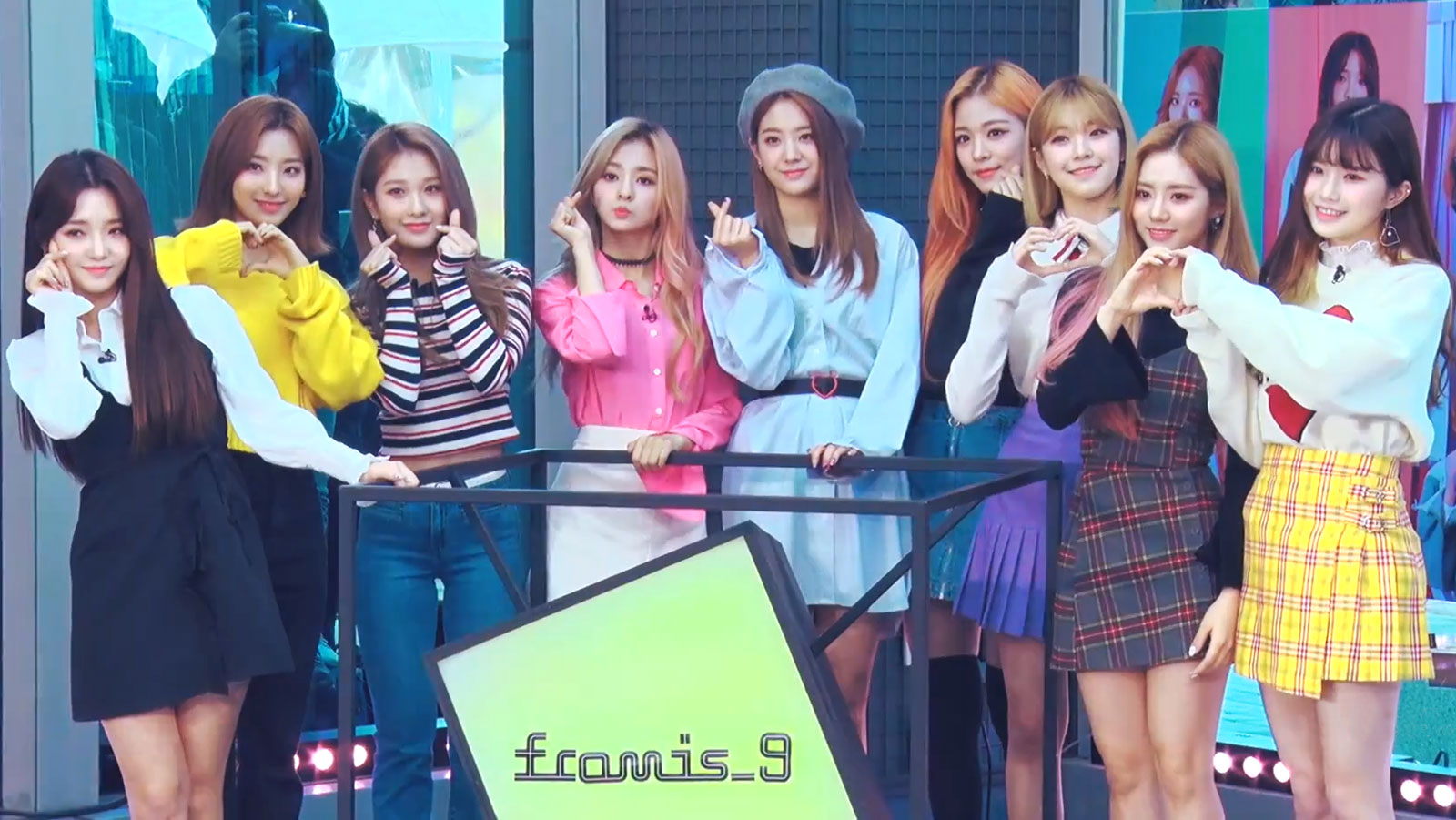
Fromis_9 в ноябре 2018 года

Начиная с 21 сентября, группа будет находиться в Off The Record Entertainment, специальном созданном агентстве для Fromis 9 и IZ*ONE.
Группа выпустила специальный сингл альбом под названием From. 9 10 октября с заглавной песней «Love BOMB», которая достигла более 10 миллионов просмотров на YouTube. Это было первое возвращение группы в полном составе после возвращения Гюри.
15 октября, группа осуществила свой актёрский дебют в веб-серии, Welcome to Heal Inn на своей официальной странице в VLive. Тем не менее, он был снят во время отсутствия Гюри.

### 2019—2020:Fun FactoryиMy Little Society

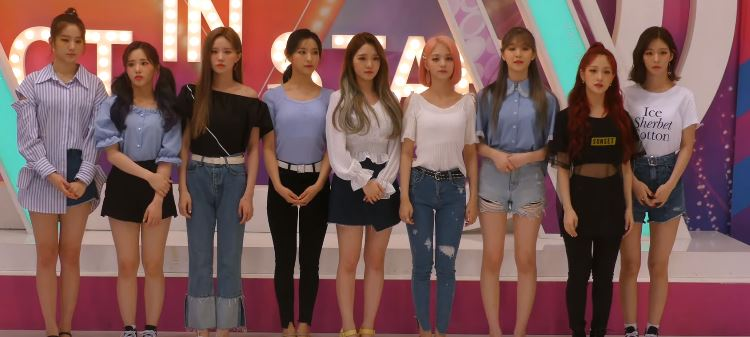
Fromis_9 в июне 2019 года

8 февраля 2019 года объявлен короткий сезон Winter Season, на этот раз с добавлением Гюри. В мае Гюри дебютировала в веб-дораме Compulsory Dating Education.
22 мая, было объявлено что группа вернётся 4 июня. После объявления был опубликован общий пролог фильм. 4 июня был выпущен первый сингловой альбом Fun Factory.
Группа выпустила свой третий мини-альбом My Little Society 16 сентября 2020 года. Альбом включает в себя заглавный трек «Feel Good (Secret Code)». 10 сентября Off The Record подтвердили, что Ли Соён не будет участвовать во всех промо альбома из-за недавней травмы ноги, и группа будет продвигаться в составе 8 человек. Альбом достиг 3-го места в чарте альбомов Gaon.

### 2021–2023:9 Way Ticket, новое агентство,Talk & Talk,Midnight Guestи уход Гюри
17 мая 2021 года группа выпустила свой второй сингл-альбом 9 Way Ticket с заглавным треком «We Go».
16 августа в рамках реорганизации лейбла Off The Record Entertainment, Pledis Entertainment будет выступать в качестве управляющей компании группы.
1 сентября Fromis 9 выпустили специальный сингловой-альбом Talk & Talk. 7 сентября группа получила первую награду нв музыкальном шоу The Show с «Talk Talk».
17 января 2022 года, Fromis 9 выпустили четвёртый мини-альбом Midnight Guest.
24 февраля было объявлено, что Бэк Джи Хон возьмет перерыв в деятельности из-за проблем со здоровьем.[40]
27 июня Fromis 9 выпустили свой пятый мини-альбом Our Memento Box с заглавным треком «Stay This Way».
28 июля 2022 года Pledis Entertainment объявили, что Чан Гю Ри покинет группу 31 июля. В своем пресс-релизе Pledis заявили, что, когда в 2021 году руководство Fromis 9 было передано компании, все остальные участницы подписали с компанией совершенно новый контракт. Однако Гюри решила перевести свой первоначальный контракт с CJ ENM's Off The Record, который рассчитан всего на один год. После 31 июля fromis_9 продолжат работу в составе группы из восьми человек.
28 октября 2022 года было объявлено, что Ли Сэ Ром и Ли Со Ен сделают перерыв в деятельности из-за проблем со здоровьем.

## Состав
| Сценический псевдоним | Сценический псевдоним | Настоящее имя | Настоящее имя | Дата рождения | Позиция в группе                                                      |
| Основной              | Другой                | На русском    | Хангыль       | Дата рождения | Позиция в группе                                                      |
| --------------------- | --------------------- | ------------- | ------------- | ------------- | --------------------------------------------------------------------- |
| Сэром                 | Saerom                | Ли Сэ Ром     | 이새롬        | 07.01.1997    | Лидер, ведущий танцор, саб-вокалистка, вижуал                         |
| Хаён                  | Hayoung               | Сон Ха Ён     | 송하영        | 29.09.1997    | Вице-лидер, главный танцор, ведущая вокалистка                        |
| Дживон                | Jiwon                 | Пак Джи Вон   | 박지원        | 20.03.1998    | Главная вокалистка                                                    |
| Джисон                | Jisun                 | Ро Джи Сон    | 노지선        | 23.11.1998    | Ведущий танцор, вокалистка, центр                                     |
| Соён                  | Seoyeon               | Ли Со Ён      | 이서연        | 22.01.2000    | Главный рэпер, саб-вокалистка                                         |
| Чэён                  | Chaeyoung             | Ли Чэ Ён      | 이채영        | 14.05.2000    | Главный танцор, ведущий рэпер, саб-вокалистка                         |
| Нагён                 | Nagyung               | Ли На Гён     | 이나경        | 01.06.2000    | Ведущий танцор, ведущая вокалистка, вижуал, центр, лицо группы, рэпер |
| Джихон                | Jiheon                | Бэк Джи Хон   | 백지헌        | 17.04.2003    | Вокалистка, рэпер, макнэ                                              |

### Бывшие участницы
| Сценический псевдоним | Сценический псевдоним | Настоящее имя | Настоящее имя | Дата рождения | Позиция в группе   |
| Основной              | Другой                | На русском    | Хангыль       | Дата рождения | Позиция в группе   |
| --------------------- | --------------------- | ------------- | ------------- | ------------- | ------------------ |
| Гюри                  | Gyuri                 | Чан Гю Ри     | 장규리        | 27.12.1997    | Ведущая вокалистка |

| Название  | Детали | Позиции в чартах | Продажи                    |
| Название  | Детали | KOR              | Продажи                    |
| --------- | --- | ---------------- | -------------------------- |
| To. Heart | - Релиз: 24 января, 2018 - Лейбл: Stone Music Entertainment - Формат: CD, digital download, streaming audio | 4                | - KOR: 20,067 - JPN: 1,146 |
| To. Day   | - Релиз: 5 июня, 2018 - Лейбл: Stone Music Entertainment - Формат: CD, digital download, streaming audio    | 4                | - KOR: 20,480 - JPN: 958   |

### Сингл-альбомы
| Название    | Детали | Позиции в чартах | Продажи       |
| Название    | Детали | KOR              | Продажи       |
| ----------- | --- | ---------------- | ------------- |
| From. 9     | - Релиз: 10 октября, 2018 - Лейбл: Off the Record Entertainment - Формат: CD, digital download, streaming audio, SMC | 3                | - KOR: 36,748 |
| Fun Factory | - Релиз: 4 июня, 2019 - Лейбл: Off the Record Entertainment - Формат: CD, digital download                           | 2                | - KOR: 61,604 |

### Синглы
| Название                                                                     | Год  | Позиции в чартах | Позиции в чартах | Позиции в чартах | Альбом           |
| Название                                                                     | Год  | KOR              | KOR Hot.         | US World         | Альбом           |
| ---------------------------------------------------------------------------- | ---- | ---------------- | ---------------- | ---------------- | ---------------- |
| «Glass Shoes» (유리구두)                                                     | 2017 | —                | —                | —                | Non-album single |
| «To Heart»                                                                   | 2018 | —                | —                | —                | To. Heart        |
| «DKDK» (두근두근)                                                            | 2018 | —                | —                | —                | To. Day          |
| «Love Bomb»                                                                  | 2018 | —                | —                | 22               | From.9           |
| «Fun!»                                                                       | 2019 | —                | 94               | —                | Fun Factory      |
| «—» denotes releases that did not chart or were not released in that region. |      |                  |                  |                  |                  |

## Фильмография

### Реалити-шоу
| Год        | Название               | Телеканал             |
| ---------- | ---------------------- | --------------------- |
| 2017       | Idol School            | Mnet                  |
| 2017       | Fromis’ Room           | Mnet, Facebook Live   |
| 2017       | Fromis 9 TV Behind     | Naver V Live          |
| 2017       | Mind Map               | Naver V Live          |
| 2018       | THE 100 Season 2       | Naver V Live          |
| 2018－2019 | Channel_9 Season 1     | Naver V Live, YouTube |
| 2019       | Channel_9 Season 2     | Naver V Live, YouTube |
| 2020       | Channel_9 In The HOUSE | Naver V Live, YouTube |
| 2021       | Channel_9 Season 3     | Naver V Live, YouTube |

### Веб-дорамы
| Год  | Название            | Телеканал    |
| ---- | ------------------- | ------------ |
| 2018 | Welcome to Heal Inn | Naver V Live |
| 2019 | We See Winter       | Naver V Live |

### Комментарии
1. ↑  "Love Bomb" did not enter the Gaon Digital chart top 100, but peaked at number 81 on Download component chart[45].
2. ↑  "Fun!" did not enter the Gaon Digital chart top 200, but peaked at number 73 on Download component chart[46].